# NGC 4933
NGC 4933 é uma galáxia espiral (S0-a) localizada na direcção da constelação de Virgo. Possui uma declinação de -11° 29' 51" e uma ascensão recta de 13 horas, 03 minutos e 56,7 segundos.
A galáxia NGC 4933 foi descoberta em 9 de Maio de 1784 por William Herschel.